# Coming Back Down
«Coming Back Down» es el tercer sencillo oficial del grupo Hollywood Undead, del segundo álbum titulado American Tragedy y la pista décima en ese álbum. Es la única banda en la novena posición en su discografía. La canción fue lanzada como sencillo promocional y descargar gratis en la página web oficial de la banda el 11 de enero de 2011. Más tarde fue lanzado como single el 15 de marzo, junto con otro single, "Been to Hell". Un remix apareció en el álbum American Tragedy Redux remix.

## Canción
La canción fue inicialmente enviado a las estaciones de radio el 24 de febrero de 2011, como un sencillo promocional de su segundo álbum, American Tragedy. La pista no oficial se filtró poco después, con los rumores de Kevin Rudolf siendo un artista destacado. Más tarde se reveló Rudolf era un productor de la pista junto con Jacob Kasher y Halavacs Jeff, con Don Gilmore como productor ejecutivo. El 15 de marzo, la banda lanzó la canción como el siguiente tercer single oficial Hear Me Now, con estado en el infierno también está siendo lanzado como single el mismo día. Como video fue filmado para "Been to Hell", «Coming Back Down» todavía no ha recibido un video musical. Líricamente, «Coming Back Down» se centra en la historia de un desconocido ser querido que ha fallecido recientemente, con el narrador tiene dificultades para tratar de vivir sin ellos. El estribillo es cantado por Danny, con el primer verso se golpeó por J-Dog y el segundo se llamó Johnny 3 Tears.
Brian Voerding señaló que la canción mostraba la fuerza de la banda, tanto en el canto y rap al comparar el sonido de Linkin Park, señalando que, "La canción refuerza el equipo como una fuerza en el rock rap con sus riffs de guitarra y sintetizadores girando la muestra". Voerding también comparó la producción a la de Kid Rock mezclado con pop-punk. Concluyó elogiando la letra, diciendo: "Hay una espiritualidad en las letras, hinchada por la derrota, pero rico con anhelo. Es un subsidio que sin embargo oscuridad del día, el siguiente puede aclarar".
Un remix de la canción de Beatnick y K-Salaam fue incluido en la Redux 2011, remezcla del álbum American Tragedy Redux.

## Recepción
Un miembro de la Música SoCal elogió hoy la canción y dijo que "tira de las cuerdas del corazón como los chicos dar un paso atrás de la agresión para dejar salir un poco de emoción en estado puro". Un crítico de música llamado Sputnik un seguimiento de los mejores momentos del álbum y consideró que la combinación de «Coming Back Down» junto con «Bullet» y «Levitate» en el álbum creado un "tres por nocaut canción". La pista fue elogiado por la incorporación de "guitarras acústicas y un coro que no sonaría fuera de lugar en un álbum All Time Low, con un ambiente de amor lorn veraniego que se siente cálido y cómodo para el grupo".
Algunas revisiones fueron críticos, sin embargo. Una revisión de la revista Revolver llamado la balada "el más débil [punto] en el disco", a pesar de tener una opinión positiva para el álbum tragedia americana en su conjunto.
- Datos: Q3661015